# Lijst van voetbalinterlands Bhutan - Maleisië (vrouwen)
Deze lijst van voetbalinterlands is een overzicht van alle officiële voetbalinterlands tussen de nationale vrouwenteams van Bhutan en Maleisië. De landen hebben tot nu toe één keer tegen elkaar gespeeld.

## Wedstrijden
| № | Plaats  | Datum       | Competitie        | Wedstrijd         | Uitslag |
| - | ------- | ----------- | ----------------- | ----------------- | ------- |
| 1 | Thimphu | 3 juni 2025 | Vriendschappelijk | Bhutan − Maleisië | 1 − 3   |

## Samenvatting
| Competitie        | Totaal gespeeld | Winst Bhutan | Gelijk | Winst Maleisië | Doelsaldo Bhutan – Maleisië |
| ----------------- | --------------- | ------------ | ------ | -------------- | --------------------------- |
| Vriendschappelijk | 1               | 0            | 0      | 1              | 1 − 3                       |
| Totaal            | 1               | 0            | 0      | 1              | 1 − 3                       |